# Jimmy Wales

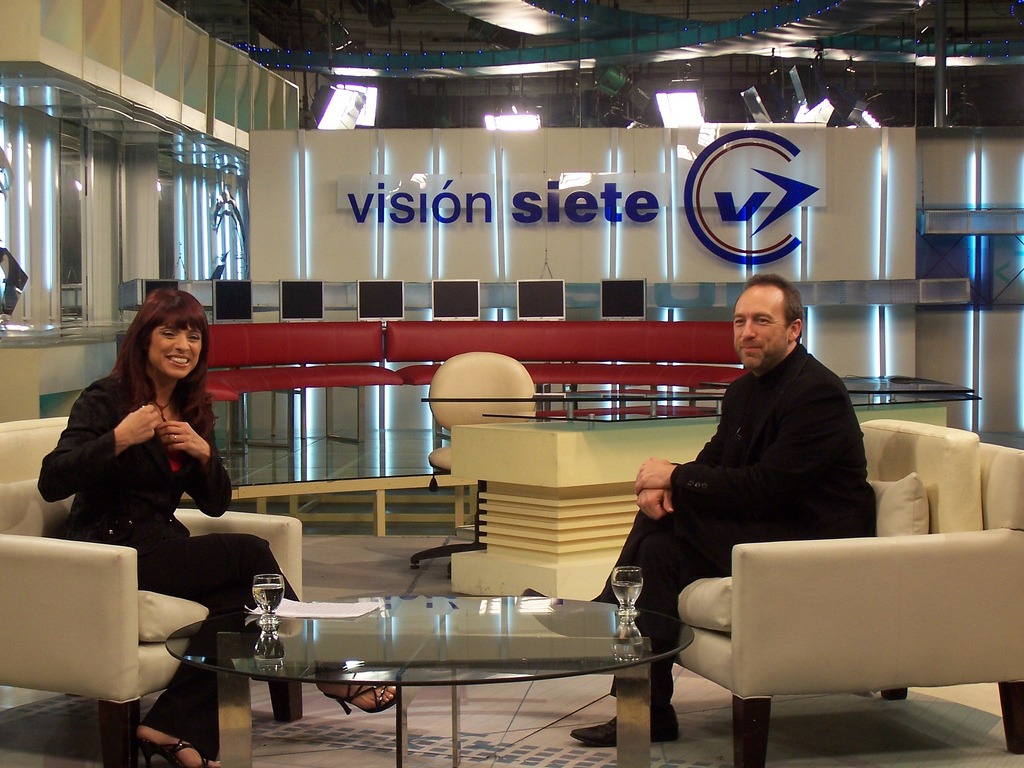
Rosario Lufrano entrevistando a Jimmy Wales, en el estudio de Canal 7 Argentina.

Jimmy Donal «Jimbo» Wales (Huntsville, Alabama, 7 de agosto de 1966) es un empresario de Internet estadounidense, fundador y promotor, junto a Larry Sanger, de Wikipedia, una enciclopedia basada en el concepto wiki y el modelo de software libre.
Fue fundador también de Nupedia, antecesora de Wikipedia, y junto con Tim Shell de la compañía Bomis. Asimismo, fue cofundador de la empresa con fines de lucro Fandom (antiguamente denominada Wikia), junto con Angela Beesley. Se graduó en las universidades de Auburn y Alabama.
Wales es presidente emérito de la Fundación Wikimedia, una fundación sin fines de lucro con sede en San Francisco. El trabajo de Wales al crear y desarrollar Wikipedia, en el año 2021 la enciclopedia más grande del mundo, motivó a que la revista Time  lo incluyera en 2006 en su lista de las «100 personas más influyentes del mundo», en la categoría de «Científicos y Pensadores».

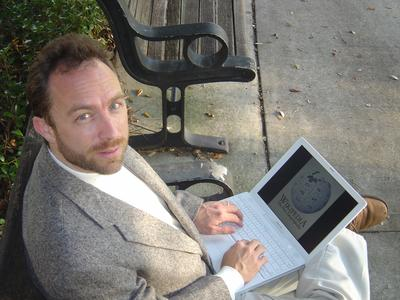
Jimmy Wales accediendo a Wikipedia.

## Biografía
Jimmy Wales nació en Huntsville, Estados Unidos. Su padre, Jimmy, trabajaba como gerente en una tienda de comestibles, mientras que su madre, Doris, y su abuela, Emma, dirigían una escuela privada agrupada, donde Jimmy Wales hizo sus primeros estudios. Él y otros cuatro niños formaban su curso, así que en su aula recibían clase todos los alumnos de primero a cuarto curso y de quinto a octavo. Cuando terminó octavo, Wales asistió a la escuela Randolph School, una secundaria en Huntsville. Wales ha dicho que la escuela era costosa para su familia, pero considera esa educación importante: «La educación fue siempre una pasión en mi hogar... sabes, el tan tradicional apremio por el conocimiento y el aprendizaje, estableciendo eso como una base para una buena vida».
Recibió el título de licenciado en Finanzas de la Universidad de Auburn y entró en el programa de financiación del doctorado en Finanzas de la Universidad de Alabama antes de dejarla con un título de máster. Prosiguió los estudios gracias a un préstamo para obtener el título de Doctorado en Finanzas de la Universidad de Indiana. Enseñó en ambas universidades durante sus estudios de postgrado, pero no escribió la tesis para finalizar el doctorado, algo que él mismo atribuye al aburrimiento.

### Carrera de inversionista
Entre 1994 y 2000 Wales trabaja como director de investigación en el Chicago Options Associates. Hace fortuna especulando sobre la fluctuación de las tasas de intereses y de cambio. Según Daniel Pink de la revista Wired, gracias a la especulación sobre las tasas de intereses y fluctuaciones de las monedas extranjeras dice haber ganado bastante dinero como para hacer vivir a su pareja por el resto de su existencia.

### Bomis.com y Nupedia.com
En 1996, uno de los proyectos que emprende es la creación de Bomis (actualmente no está disponible), un motor de búsqueda erótico. Wales describe Bomis como «un motor de búsqueda, más bien destinado a los jóvenes» que a menudo vendía fotos eróticas parecidas a las de la revista Maximal con mujeres muy ligeramente vestidas.
En una entrevista de 2007 declara que en 1999 realiza un estudio y luego crea un computador que permite producir una enciclopedia multilingüe en línea, pero demasiado lenta para ser utilizada.
En marzo de 2000 Jimmy Wales funda y financia (gracias a Bomis) Nupedia, un proyecto de enciclopedia libre de naturaleza abierta y corregida por pares. Contrata para ello a Larry Sanger como redactor jefe. Jimmy Wales desea al comienzo una calidad comparable a las enciclopedias profesionales del mercado con redactores libres seleccionados, pero su rareza causa el cierre de Nupedia el 26 de septiembre de 2003 con tan solo 24 artículos terminados y 74 en desarrollo.

### Wikipedia y la Fundación Wikimedia

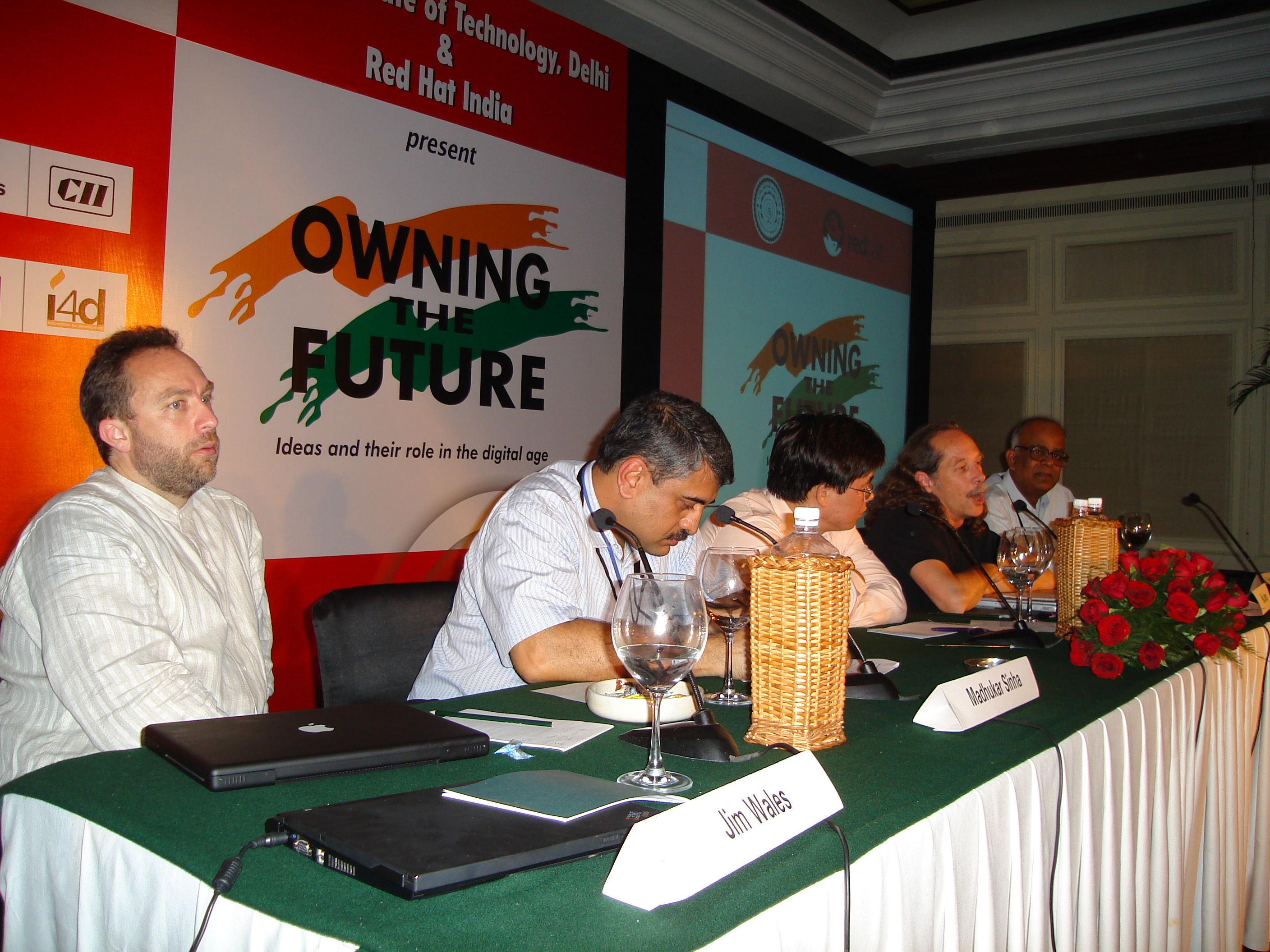
Jimmy Wales (a la izquierda) en la conferencia «Owning the Future» en Nueva Delhi el, discutiendo el tema del código abierto y lo libre.

Después de que Larry Sanger propusiera públicamente el 10 de enero de 2001 la idea de utilizar una wiki para crear una enciclopedia, Wales instala un software para wikis en un servidor proporcionado por Bomis y autoriza a Sanger a continuar con el proyecto, bajo su vigilancia.
Wikipedia empieza el 15 de enero de 2001 con Larry Sanger como redactor jefe asalariado, quien da el nombre de Wikipedia al proyecto. Jimmy Wales y Larry Sanger crean en conjunto los principios fundadores, escribiendo los primeros artículos y estableciendo una comunidad vía Internet, durante el primer año de existencia. Al comienzo, Wikipedia estaba prevista para ser una wiki que aportara contribuciones a Nupedia. Sin embargo, Wikipedia creció tan rápidamente hasta sobrepasar las capacidades de verificación de los nuevos artículos de Nupedia. Wales declaró que, al inicio del proyecto, estaba tan inquieto por este nuevo concepto que podía despertarse en medio de la noche para verificar si el sitio no había sido degradado.
El 1 de marzo de 2002, luego de la supresión del financiamiento de Bomis, Larry Sanger abandona el proyecto.
A mediados de 2003 Jimmy Wales crea la Fundación Wikimedia, una organización sin fines de lucro con sede en San Petersburgo, Florida, para sostener Wikipedia como también sus otros proyectos afiliados, recientemente creados.
Forma un comité de cinco miembros compuestos por él mismo, dos de sus colegas de trabajo, que no son wikipedistas activos, y dos miembros elegidos por la comunidad de wikipedistas.
En una entrevista de Slashdot en 2004, explicó cuáles eran sus motivaciones para la creación de Wikipedia: «Imaginemos un mundo en que cada persona tiene el acceso libre y gratuito a la suma de todo el conocimiento humano. Es lo que estamos haciendo».
Creó también, con Angela Beesley, la empresa Wikia.

### Presencia en los medios

#### 2005
Ese año, Wales fue designado miembro del Centro Berkman para internet y la sociedad de la facultad de Derecho de Harvard. El 3 de octubre, de acuerdo a un comunicado de prensa, Wales se convierte en miembro de la dirección de Socialtext, una empresa que propone soluciones wiki para el mercado profesional.

#### 2006

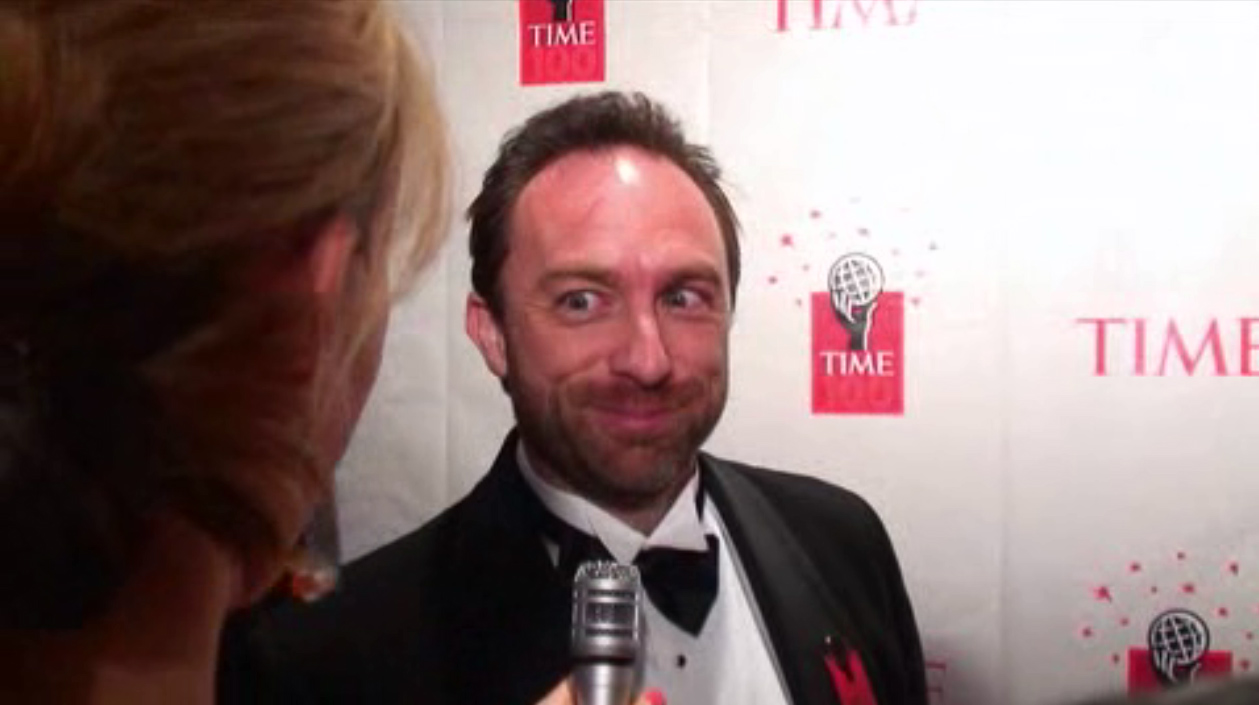
Jimmy Wales en 2006.

Ese año se convierte en miembro directivo de Creative Commons una asociación sin fines de lucro.
- El 3 de mayo recibe un Pioneer Award de parte de la Electronic Frontier Foundation.
- El 8 de mayo fue clasificado primera persona de la categoría «Científicos y pensadores» de Time 100, una edición especial de la revista Time sobre las 100 personas que han tenido mayor influencia.
- El 3 de junio recibe un diploma honoris causa del Knox College.
- El 8 de agosto es uno de los conferencistas destacados en la conferencia TED.[7][8]
- El 6 de octubre, Wales fue invitado al programa de conversación Charlie Rose.
- El 4 de noviembre Wales fue invitado al programa de radio Wait Wait... Don't Tell Me!, una emisión semanal lúdica y cultural de la NPR, una radio estadounidense. El tema era: «Debe ser verdad, lo leí en Wikipedia».

#### 2013

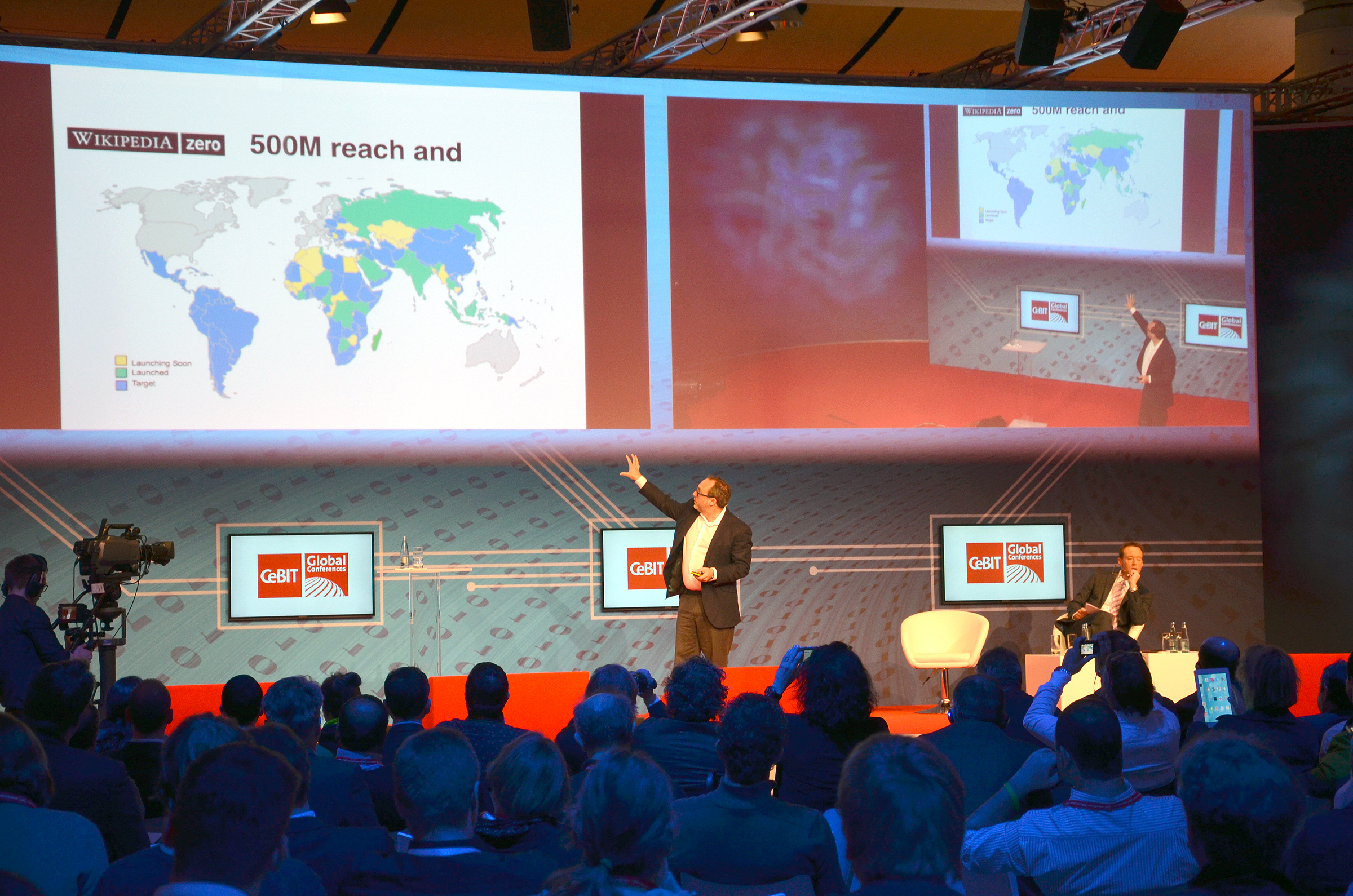
Jimmy Wales en CeBIT Global Conferences, Wikipedia Zero (2014)

En diciembre de 2013, Wales fue premiado con el Niels Bohr Gold Medal en Copenhague, Dinamarca, en la conferencia "An Open World" para celebrar el centésimo aniversario de la teoría atómica de Niels Bohr. En su presentación "Wikipedia, Democracia e Internet", enfatizó la necesidad de expandir Wikipedia prácticamente en todos los países del mundo. La iniciativa Wikipedia Zero está comenzando a demostrarse exitosa promoviendo entre las empresas de telecomunicaciones la iniciativa de facilitar acceso gratuito a la Wikipedia a los niños del tercer mundo, por razones educativas.

## Situación actual
Después de Florence Devouard en 2006, el abogado estadounidense Michael Snow lo sucedió el 17 de julio de 2008 en la presidencia de la Fundación Wikimedia, en la cual es presidente emérito.

## Vida personal
Jimmy Wales vive en Florida; está separado de su segunda esposa, Christine, con quien tiene una hija, Kira. 
El 6 de octubre de 2012 se casó en Londres con Kate Garvey.

## Convicciones
Wales ha declarado que entre sus más importantes fuentes de inspiración para su vida y trabajo han estado los libros de la fundadora de la filosofía objetivista Ayn Rand y las ideas del economista de la escuela austriaca y Premio Nobel Friedrich Hayek.

### Filosofía personal y política
Jimmy Wales es un adepto apasionado del objetivismo desarrollado por la filosofía estadounidense de Ayn Rand. Escribe sobre el objetivismo que «colorea todo lo que hago y todo lo que pienso». Mientras estudiaba en la universidad, fue dueño y moderador de una lista de correo denominada Discusión moderada en filosofía objetivista. Por sus convicciones filosóficas, podría ser considerado como un libertario, incluso si él rechaza emplear ese término (en la imagen de Ayn Rand que lo ha rechazado siempre «the category people would fit me in that's most accessible would be libertarian»). Con respecto a la economía, apoya el capitalismo de libre mercado y atribuye a las ideas del pensador liberal Friedrich Hayek una influencia importante en la creación de Wikipedia.
En noviembre de 2013, dijo que no estaba sorprendido por los sistemas de vigilancia instalados por los gobiernos. Para él el problema no se sitúa a nivel de los gobiernos, sino a nivel de la vigilancia ejercida por las empresas privadas, por ejemplo en internet. Con respecto a las cámaras de vigilancia estima que «Muchos crímenes podrían ser evitados si los gobiernos las instalaran por todas partes». Sin embargo cree que es necesario fijar límites y que estas no deben ser instaladas en las casas de los ciudadanos.

### Desarrollo y gestión de Wikipedia
Wales cita el ensayo «El uso del conocimiento en la sociedad», escrito por el economista y filósofo de la escuela austriaca y Premio Nobel de Economía Friedrich Hayek, que leyó cuando era estudiante, como «central» para su pensamiento acerca de «cómo gestionar el proyecto Wikipedia» Hayek argumenta que la información está descentralizada —cada individuo solo conoce una pequeña fracción de lo que se conoce colectivamente— y, como resultado, las decisiones se toman mejor por aquellos con conocimientos locales, en lugar de por una autoridad central. Wales reconsideró el ensayo de Hayek en la década de 1990, mientras estaba leyendo sobre el movimiento de código abierto, que abogaba por la distribución gratuita de software libre. Fue particularmente conmovido por el ensayo "La catedral y el bazar" escrito por uno de los fundadores del movimiento, Eric S. Raymond y adaptado más adelante en un libro. Wales afirmó que ese ensayo «abrió [sus] ojos a las posibilidades de colaboración masiva».
A partir de su experiencia en finanzas y su trabajo como operador de futuros y opciones, Wales desarrolló un interés por la teoría de juegos, y el efecto de los incentivos en la colaboración humana —identifica esta fascinación como base importante para el desarrollo del proyecto Wikipedia. Ha rechazado la idea de que su papel en la promoción de Wikipedia es altruista, que define como «sacrificar tus propios valores por los demás», afirmando que «la idea de participar en un esfuerzo benévolo por compartir información es de alguna manera destruir tus propios valores, no tiene sentido para mí».

## Posición con respecto a Wikipedia
En 2006, Wales observó que aproximadamente 50 % de las contribuciones realizadas en Wikipedia eran hechas por el 0,7 % de los wikipedistas, es decir una comunidad restringida a 524 voluntarios: «Conozco a cada uno de ellos y cada uno conoce a los demás». Para administrar el sitio, estima que «este es el grupo, de aproximadamente una centena de personas, que realmente cuentan».
Según Adèle Smith de Le Figaro, Jimmy Wales habría dicho que no hay «diferencia entre un profesor de Harvard y un estudiante siempre que el artículo sea bueno», pero también que «nosotros no somos democráticos, nuestros lectores corrigen los artículos, aunque somos de hecho, esnobs. Nuestra comunidad prefiere los contribuidores con un profundo conocimiento y estima que algunos son idiotas que no deberían escribir en Wikipedia», teniendo en cuenta una respuesta de Jimmy Wales a la pregunta «El mayor error de Wikipedia» en una entrevista en The New York Times en 2007.

## Premios

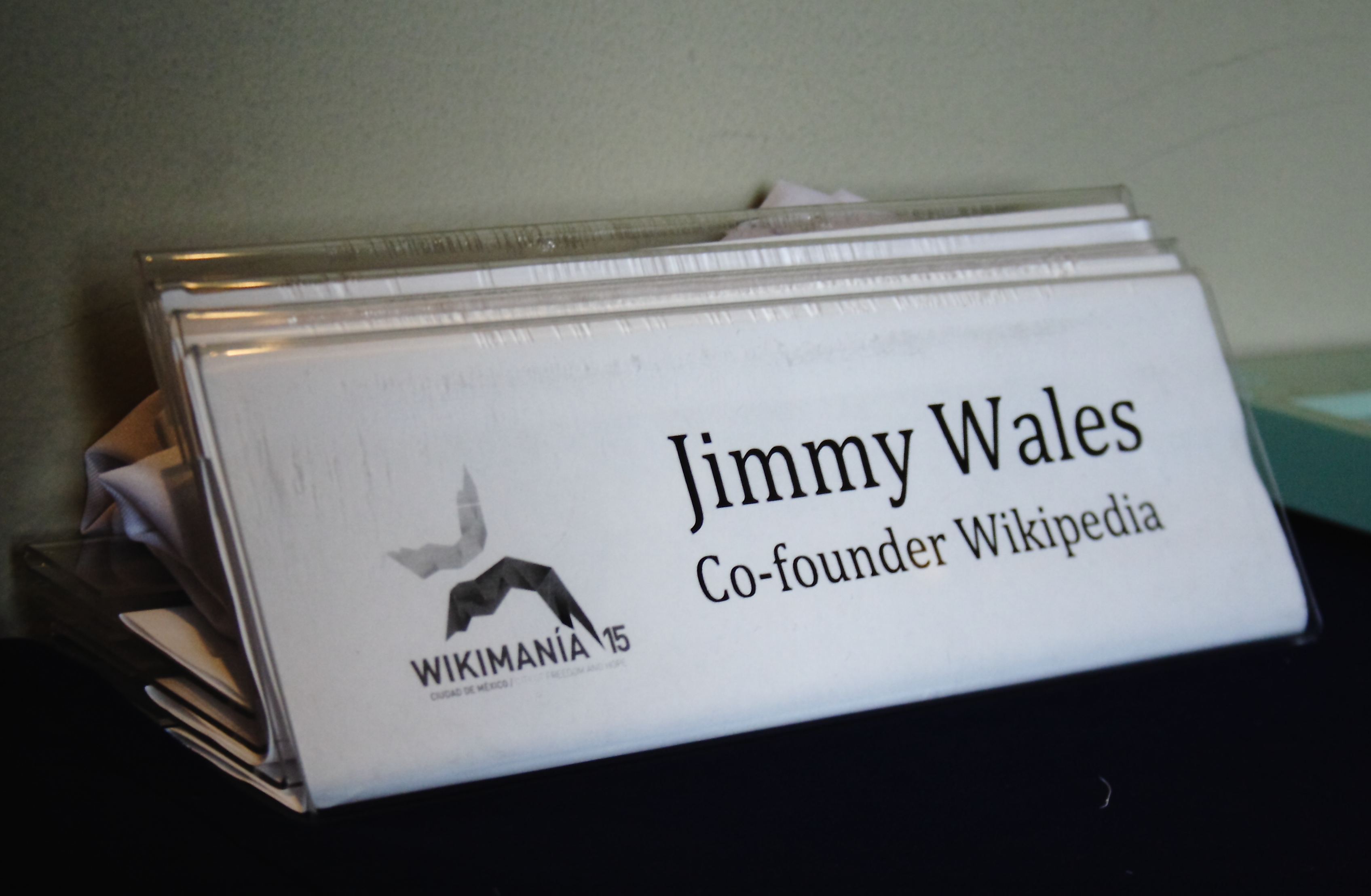
Nombre del cofundador de Wikipedia en Wikimanía 2015

- El 8 de mayo de 2006, recibió el Time 100 Award como una de las personalidades más influyentes del mundo en la categoría de científicos e intelectuales.[28]

- En 2007 el Foro Económico Mundial reconoció a Wales como miembro de Young Global Leaders.[29]

- El 4 de noviembre de 2009, la Fundación Nokia le otorgó su premio anual a Wales, por el impacto que ha tenido Wikipedia en la World Wide Web.

Por sus contribuciones a la evolución de la World Wide Web como una plataforma participativa y en verdad democrática.

- El 14 de octubre de 2010, recibió las llaves de la ciudad de Tijuana (México), por su conferencia en el evento Tijuana Innovadora, realizado en esta ciudad.[31]

- En 2010 recibió el premio Gottlieb Duttweiler 2011 «por su contribución a la democratización del acceso al saber».[32]